# Werner Jauk
Werner Jauk (* 1953) ist ein österreichischer Musiker und außerordentlicher Universitätsprofessor am Institut für  Musikwissenschaft der Universität Graz. Jauk ist Gründer der Plattform grelle musik und selbst als Künstler aktiv.

## Leben
Werner Jauk studierte Psychologie, Pädagogik und Philosophie an der Universität Graz und schloss dieses Studium 1980 mit einer Dissertation aus dem Bereich Musik und Kybernetik ab. Danach war er Lehrbeauftragter für Experimentelle Ästhetik am Institut für Wertungsforschung der Hochschule für Musik und Darstellende Kunst in Graz, ab 1982 Univ.-Ass. und ab 1995 Ass.-Prof. und Lehrbeauftragter für Systematische Musikwissenschaft. 1986 erfolgte die Gründung von grelle musik, einer Plattform zur Realisierung experimenteller Formen der akustischen und visuellen Künste. 2005 habilitierte er sich im Fach Musikwissenschaft mit der Habilitations-Schrift „Der musikalisierte Alltag der digital Culture“ und wurde 2006 Ao. Univ.-Prof. an der Universität Graz.
Seit 1990 führten ihn mehrere Arbeitsaufenthalte an das IRCAM. In den Jahren von 1992 bis 1996 war er Mitglied der internationalen Jury des Prix Ars Electronica für die Sparte Computermusik. Sein Arbeitsschwerpunkt ist Kunst und neue Technologien einerseits und Kunst und Wissenschaft andererseits.
Werner Jauk lebt in Graz. Seine Frau Doris Jauk-Hinz ist ebenfalls Künstlerin und Mitbegründerin der Plattform grelle musik. Auch seine beiden Söhne Emanuel und Julian sind als Musiker aktiv.

## Publikationen
- Komplexität und hedonische Empfindung von Liedern verschiedener musikalischer Epochen (Diss.), Graz 1982.
- Das Styriarte-Publikum. Eine empirische Erhebung über seine Musikpräferenzen und Motive musikalischen Verhaltens, Graz 1987
- Miscellanea Musicae. Rudolf Flotzinger zum 60. Geburtstag, Wien 1999.
- Der musikalisierte Alltag der digital Culture, Graz 2005.
- Das Publikum der styriarte im Jahre 2004. Eine empirische Untersuchung dessen sozialer Struktur, Motive und musikalischen Verhaltens, Graz 2006.
- pop/music + medien/kunst. Der musikalisierte Alltag der digital culture, Osnabrück 2009, epOs-Music.